# Pic de Serra Plana (Vall de Cardós)
El Pic de Serra Plana és una muntanya de 2.303,7 metres d'altitud que es troba a cavall dels termes municipals de Lladorre i de Vall de Cardós (antic terme d'Estaon), a la comarca del Pallars Sobirà.
Està situat a la part nord dels dos termes, a ponent de Tavascan, a l'extrem sud-est de la Serra Plana i al nord de la Serra de Gallauba.